# Федоровское (Александровский район)
Федоровское — деревня в Александровском муниципальном районе Владимирской области России, входит в состав Каринского сельского поселения.

## География
Деревня расположена на берегу реки Малый Киржач в 11 км на юго-восток от города Александрова.

## История
Церковь в селе Федоровском существовала в конце XVII столетия, построена она была Иваном Никитиным сыном Гринковым с прихожанами и освящена в честь Благовещения Пресвятой Богородицы. В 1708 году эта церковь сгорела и вместо неё построена была новая, которая в 1714 году освящена в честь того же праздника. Вместо этой церкви в 1850 году построена была новая деревянная церковь. Престолов в ней было два: в холодной во имя Благовещения Пресвятой Богородицы, а в приделе теплом во имя святой мученицы царицы Александры. Приход состоял из села Федоровского и деревни Шимонова. В годы Советской Власти церковь была утеряна. В 1905 году в самом селе было 19 дворов и 3 двора при фабрике Новикова и Федоровской мельнице.
В XIX — начале XX века село входило в состав Александровской волости Александровского уезда.
С 1929 года деревня входила в состав Махринского сельсовета Александровского района.

## Население
| 1859 | 1905 | 1926 | 2002 | 2010 | 2021 |
| ---- | ---- | ---- | ---- | ---- | ---- |
| 130  | ↗193 | ↘104 | ↘0   | ↗10  | ↗11  |